# Masters of Horror (bande originale)
Pour la série télévisée, voir Les Maîtres de l'horreur.
 (janvier 2020).
Masters of Horror Soundtrack est la bande originale de la série télévisée américaine Les Maîtres de l'horreur.
Le volume 1, sorti en octobre 2005, s'est vendu à plus de 50 000 exemplaires.

## Liste des titres

### Volume 1
| 1.  | Small Silhouette                            | Mudvayne                | 3:02 |
| 2.  | ShaunLuu                                    | Norma Jean              | 3:43 |
| 3.  | Enjoy the Silence (reprise de Depeche Mode) | It Dies Today           | 4:00 |
| 4.  | Lazarus (In the Wilderness)                 | Funeral for a Friend    | 2:47 |
| 5.  | You Will Remember Tonight                   | Andrew W.K.             | 3:24 |
| 6.  | Very Invisible                              | Armor for Sleep         | 4:22 |
| 7.  | What's Up Now                               | Scary Kids Scaring Kids | 4:23 |
| 8.  | This Is My Own                              | Shadows Fall            | 4:46 |
| 9.  | Nervous Breakdown (reprise de Black Flag)   | The Bled                | 2:07 |
| 10. | The Big Sleep                               | Murder by Death         | 4:00 |
| 11. | Division St. (acoustic)                     | Thursday                | 4:34 |
| 12. | Overload                                    | Bloodsimple             | 3:23 |
| 13. | Megalodon (live)                            | Mastodon                | 4:38 |
| 14. | Bottled Up                                  | Death by Stereo         | 3:07 |
| 15. | At Least You Bought Her Flowers             | Fall River              | 4:51 |

| 1.  | We Are One (feat. Serj Tankian) | Buckethead                      | 4:01 |
| 2.  | Obstructed View                 | Rise Against                    | 2:02 |
| 3.  | Bats!                           | The Bronx                       | 2:24 |
| 4.  | Betwixt Her Getaway Sticks      | From Autumn to Ashes            | 3:10 |
| 5.  | Keith the Music                 | Every Time I Die                | 3:14 |
| 6.  | In Transit (For You)            | Matchbook Romance               | 5:20 |
| 7.  | Hindsight                       | Bedlight for Blue Eyes          | 4:03 |
| 8.  | We Can Never Break Up           | Alkaline Trio                   | 3:08 |
| 9.  | Beast and the Harlot (live)     | Avenged Sevenfold               | 6:04 |
| 10. | Discover Me Like Emptiness      | In Flames                       | 4:11 |
| 11. | The Thin Red Line               | A Change of Pace                | 2:51 |
| 12. | Victoria Iceberg                | Bear vs. Shark                  | 3:56 |
| 13. | If Ever (Acoustic)              | Gratitude                       | 3:52 |
| 14. | 237                             | Fear Before the March of Flames | 3:16 |
| 15. | Contrast of Light and Dark      | Yesterdays Rising               | 6:04 |

### Volume 2
| No  | Titre                       | Artiste               | Durée |
| --- | --------------------------- | --------------------- | ----- |
| 1.  | New Hate Rising             | Hatebreed             | 2:36  |
| 2.  | Foetus of a New Day Kicking | Cradle of Filth       | 3:44  |
| 3.  | Virtual Environment         | Lacuna Coil           | 5:23  |
| 4.  | Needles (Live Acoustic)     | Seether               | 4:53  |
| 5.  | I Like to Move in the Night | Eagles of Death Metal | 4:00  |
| 6.  | Dirthouse (Live Acoustic)   | Shinedown             | 4:50  |
| 7.  | Threnody                    | Chimaira              | 4:04  |
| 8.  | The Devil                   | Wax on Radio          | 7:06  |
| 9.  | Black Refuge                | Junip                 | 3:27  |
| 10. | Drop Your Panties           | Wounded Cougar        | 2:40  |
| 11. | This Calling                | All That Remains      | 3:39  |
| 12. | Effigy                      | The Smashup           | 4:37  |
| 13. | The Machine                 | Asunder               | 4:35  |
| 14. | The Afterlife               | 2Cents                | 3:33  |

## Pochette de l'album
Le design de l'album, ainsi que le livret ont été réalisés par l'artiste d'horreur Caniglia[réf. nécessaire].